# Allogonia flavivitta
Allogonia flavivitta är en insektsart som beskrevs av Fowler 1900. Allogonia flavivitta ingår i släktet Allogonia och familjen dvärgstritar. Inga underarter finns listade i Catalogue of Life.